# کروپا (ناحیه کولین)
کروپا (به چکی: Krupá) یک منطقهٔ مسکونی در جمهوری چک است که در ناحیه کولین واقع شده‌است. کروپا ۵٫۶۳ کیلومتر مربع مساحت و ۳۳۶ نفر جمعیت دارد و ۳۳۲ متر بالاتر از سطح دریا واقع شده‌است.